# Hugo Drechou
Hugo Drechou (Céret, 31 de mayo de 1991) es un deportista francés que compitió en ciclismo de montaña en la disciplina de campo a través. Ganó una medalla de bronce en el Campeonato Mundial de Ciclismo de Montaña de 2009, en la prueba por relevos.

## Medallero internacional
| Campeonato Mundial | Campeonato Mundial   | Campeonato Mundial | Campeonato Mundial         |
| Año                | Lugar                | Medalla            | Competición                |
| ------------------ | -------------------- | ------------------ | -------------------------- |
| 2009               | Camberra (Australia) | Medalla de bronce  | Campo a través por relevos |